# Arquidiocese de Sucre
A Arquidiocese de Sucre (Archidiœcesis Sucrensis) é uma circunscrição eclesiástica da Igreja Católica situada em Sucre, Bolívia. Seu atual arcebispo é Ricardo Ernesto Centellas Guzmán. Sua Sé é a Catedral Basílica de Nossa Senhora de Guadalupe.
Possui 45 paróquias servidas por 91 padres, contando com 618 mil habitantes, com 87,7% da população jurisdicionada batizada.

## História
A diocese de La Plata ou Charcas foi erigida em 27 de junho de 1552, por meio da bula Super specula militantis Ecclesiae do Papa Júlio III, com território desmembrado da diocese de Cuzco (hoje arquidiocese). Originalmente era sufragânea da arquidiocese de Lima.
Em 27 de junho de 1561 deu uma parte de seu território para a criação da diocese de Santiago do Chile (hoje arquidiocese).
Em 4 e 5 de julho de 1605 cedeu outros pedaços de terra em favor da ereção das dioceses, respectivamente de La Paz e de Santa Cruz de la Sierra (hoje ambos arquidioceses).
Em 20 de julho de 1609 foi elevada à categoria de arquidiocese metropolitana pela bula Onerosa pastoralis do Papa Paulo V. Originalmente, a província eclesiástica era tão grande que incluía, para além da totalidade da Bolivia, o Chile, a Argentina e o Paraguai.
Na metade do século XVII o arcebispo Castilla y Zamora instituiu o seminário arquiepiscopal.
Em 11 de novembro de 1924 cedeu outras partes de território em vantagem da ereção da diocese de Oruro, de Potosí e de Tarija e assume o nome atual.
Por bula papal, de 11 de fevereiro de 2021, a Arquidiocese de Sucre recebeu o primado da Bolívia. O Arcebispo Ricardo Ernesto Centellas Guzmán é o primeiro titular dessa posição. Em missa no dia 12 de setembro, o Núncio Apostólico na Bolívia, Mons. Angelo Accattino, leu e entregou a bula papal, na presença do clero arquidiocesano, religiosos e fiéis.

## Prelados
|                     | Nome                                                | Período       | Notas                                 |
| Arcebispos          | Arcebispos                                          | Arcebispos    | Arcebispos                            |
| ------------------- | --------------------------------------------------- | ------------- | ------------------------------------- |
| 42º                 | Ricardo Ernesto Centellas Guzmán                    | 2020-atual    |                                       |
| 41º                 | Jesús Juárez Párraga, S.D.B.                        | 2013 - 2020   |                                       |
| 40º                 | Jesús Gervasio Pérez Rodríguez, O.F.M. †            | 1989 - 2013   |                                       |
| 39º                 | René Fernández Apaza †                              | 1983 - 1988   | Nomeado Arcebispo de Cochabamba       |
| 38º                 | José Clemente Maurer, C.Ss.R. †                     | 1951 - 1983   |                                       |
| 37º                 | Daniel Rivero Rivero †                              | 1940 - 1951   |                                       |
| 36º                 | Luigi Francesco Pierini, O.F.M. †                   | 1923 - 1939   |                                       |
| 35º                 | Victor Arrién (Arrieu) †                            | 1914 - 1922   |                                       |
| 34º                 | Sebastiano Francisco Pifferi, O.F.M. †              | 1906 - 1912   |                                       |
| 33º                 | Miguel de los Santos Taborga †                      | 1898 - 1906   |                                       |
| 32º                 | Pedro José Cayetano de la Llosa, C.O. †             | 1887 - 1897   |                                       |
| 31º                 | Pedro José Puch y Solona †                          | 1861 - 1885   |                                       |
| 30º                 | Manuel Ángel del Prado Cárdenas †                   | 1855 - 1858   |                                       |
| 29º                 | José María Mendizábal †                             | 1835 - 1846   |                                       |
| 28º                 | Diego Antonio Navarro Martín de Villodres †         | 1818 - 1827   |                                       |
| 27º                 | Benito María de Moxó y Francolí, O.S.B. †           | 1805 - 1816   |                                       |
| 26º                 | José Campos Julián, O.C.D. †                        | 1784 - 1804   |                                       |
| 25º                 | Francisco Ramón Herboso y Figueroa, O.P. †          | 1776 - 1782\| |                                       |
| 24º                 | Pedro Miguel Argandoña Pastene Salazar †            | 1762 - 1775   |                                       |
| 23º                 | Cayetano Marcellano y Agramont †                    | 1758 - 1760   |                                       |
| 22º                 | Bernardo de Arbiza y Ugarte †                       | 1757          | (arcebispo eleito póstumo)            |
| 21º                 | Gregório de Molleda y Clerque †                     | 1747 - 1756   |                                       |
| 20º                 | Salvador Bermúdez y Becerra †                       | 1746 - 1747   | (arcebispo eleito)                    |
| 19º                 | Agustín Rodríguez Delgado †                         | 1742 - 1746   | Nomeado Arcebispo de Lima             |
| 18º                 | Alonso del Pozo y Silva †                           | 1730 - 1742   |                                       |
| 17º                 | Luis Francisco Romero †                             | 1725 - 1728   |                                       |
| 16º                 | Juan de Nicolalde †                                 | 1723 - 1724   | (arcebispo eleito)                    |
| 15º                 | Diego Morcillo Rubio de Suñón de Robledo, O.SS.T. † | 1714 - 1723   | Nomeado Arcebispo de Lima             |
| 14º                 | Pedro Vásquez de Velasco †                          | 1711          | (arcebispo eleito póstumo)            |
| 13º                 | Juan Queipo de Llano y Valdés †                     | 1694 - 1709   |                                       |
| 12º                 | Bartolomé González y Poveda †                       | 1685 - 1692   |                                       |
| 11º                 | Cristóbal de Castilla y Zamora †                    | 1677 - 1683   |                                       |
| 10º                 | Melchor Liñán y Cisneros †                          | 1672 - 1677   | Nomeado Arcebispo de Lima             |
| 9º                  | Bernardo de Izaguirre Reyes †                       | 1669 - 1670   | (arcebispo eleito)                    |
| 8º                  | Gaspar de Villarroel, O.S.A. †                      | 1659 - 1665   | [ 7 ]                                 |
| 7º                  | Juan Alonso y Ocón †                                | 1651 - 1656   |                                       |
| 6º                  | Pedro de Oviedo Falconi, O.Cist. †                  | 1645 - 1649   |                                       |
| 5º                  | Francisco Vega Borja, O.S.B. †                      | 1635 - 1644   |                                       |
| 4º                  | Francisco Sotomayor, O.F.M. Obs. †                  | 1628 - 1630   |                                       |
| 3º                  | Hernando de Arias y Ugarte †                        | 1624 - 1628   | Nomeado Arcebispo de Lima             |
| 2º                  | Jerónimo Tiedra Méndez, O.P. †                      | 1616 - 1623   |                                       |
| 1º                  | Alonso de Peralta †                                 | 1609 - 1616   |                                       |
| Arcebispo-coadjutor |                                                     |               |                                       |
|                     | René Fernández Apaza                                | 1981-1983     |                                       |
| Bispos-auxiliares   |                                                     |               |                                       |
|                     | Adolfo Eduardo José Bittschi Mayer                  | 2008-atual    |                                       |
|                     | Walter Pérez Villamonte                             | 1995-1998     | Nomeado Bispo de Potosí               |
|                     | Jesús Gervasio Pérez Rodríguez, O.F.M.              | 1985-1989     | Elevado a Arcebispo                   |
|                     | Alejandro Mestre Descals, S.J.                      | 1976-1982     | Nomeado Arcebispo-coadjutor de La Paz |
|                     | Alfonso Nava Carreón                                | 1969-1984     |                                       |
|                     | Augustin Arce Mostajo                               | 1958-1984     |                                       |
|                     | Juan Tarcisio Senner, O.F.M.                        | 1948-1951     | Nomeado Bispo de Cochabamba           |
|                     | Sebastiano Francisco Pifferi, O.F.M.                | 1905-1906     | Elevado a Arcebispo                   |
|                     | Matías Terrazas                                     | 1827          |                                       |
|                     | Rafael Andreu Guerrero                              | 1804-1819     |                                       |
| Bispos              |                                                     |               |                                       |
| 9º                  | Diego de Zambrana y Guzmán †                        | 1608 - ?      | (bispo eleito)                        |
| 8º                  | Luis López de Solís, O.S.A. †                       | 1605 - 1606   | [ 8 ]                                 |
| 7º                  | Alonso Ramírez Vergara, O.S. †                      | 1594 - 1602   |                                       |
| 6º                  | Alfonso de la Cerda, O.P. †                         | 1587 - 1592   |                                       |
| 5º                  | Alfonso Granero de Ávalos †                         | 1579 - 1585\| |                                       |
| 4º                  | Hernando de Santillan †                             | 1572 - ?      | (bispo eleito)                        |
| 3º                  | Domingo de Santo Tomás, O.P. †                      | 1562 - 1570   |                                       |
| 2º                  | Hernando Gundisalvo della Cuesta †                  | 1561 - ?      | (bispo eleito)                        |
| 1º                  | Tomás de San Martín, O.P. †                         | 1552 - 1559   |                                       |